# Otto von Mörnstein
Otto von Mörnstein († 1264) war dritter und erwählter Bischof von Lavant.
Otto von Mörnstein entstammte einer Salzburger Ministerialenfamilie aus Brixlegg. 1231 war er Subdiakon, 1237 Diakon und Domherr, 1242 Dompropst von Salzburg. 1248 wurde er durch den Salzburger Erzbischof Philipp von Spanheim zum Bischof von Chiemsee ernannt, musste jedoch auf Intervention von Papst Innozenz IV. noch im selben Jahr verzichten. 
Im Jahr 1260 wurde er zum Bischof von Lavant ernannt und wurde von Erzbischof Philipp bestätigt. Er scheint jedoch die Bischofsweihe nie empfangen haben, da er noch am 18. Januar 1263 als Elekt bezeugt wird. Im Jahr 1264 starb er, seine Grabstätte ist unbekannt.